# Negro Buenos Aires
Negro Buenos Aires es una película del género thriller dirigida por Ramon Térmens y protagonizada por Daniel Faraldo, Natasha Yarovenko y Francesc Garrido. Es una coproducción de España y Argentina que se estrenó el 13 de noviembre de 2009. Se destaca en fotografía, montaje y en las interpretaciones[cita requerida]. Pero se destacó negativamente el guion, que pese a empezar con un potente e interesante planeamiento, decae perjudicado por la excesiva inocencia del protagonista.

## Sinopsis
Un empresario catalán viaja a Buenos Aires para conseguir un contrato millonario con el gobierno argentino durante la época del corralito. Para ello deberá adentrarse en las altas esferas de un poder sin escrúpulos ni moral alguna. Allí conocerá a un tipo, que le abre las puertas adecuadas, y a su amante, de la que se enamora.

## Reparto
- Francesc Garrido como Jordi Puigmartí
- Daniel Faraldo como Armando Santos
- Jordi Dauder como Ricardo
- Natasha Yarovenko como Alma
- Àngels Bassas como Laura
- Lucila Polak como Mariela
- Julieta Díaz
- Lucila Solá
- Lucinda Clare
- Muriel Santa Ana
- Norman Briski
- Carlos Kaspar